# PARKEN Venues
PARKEN Venues A/S (tidligere Driftsselskabet Idrætsparken A/S) var en dansk virksomhed, der drev Danmarks nationalstadion, Parken samt den kommende Capinordic Arena. Selskabet var fuldt ejet af PARKEN Sport & Entertainment og blev som følge af en omstrukturering lagt sammen med et andet af selskabets segmenter fra nytår 2012; det nye område hedder F.C. København & Stadion og står, som navnet antyder, også for driften af fodboldklubben F.C. København. 
PARKEN Venues stod bl.a. for udlejning af Parken til både fodbold, herunder landskampe, samt til underholdningsbranchen, herunder koncerter.
Selskabet blev oprettet i april 2008. Dets administrerende direktør var Anders Hørsholt. 